# Ополе-Любельське (гміна)
Гміна Ополе-Любельське (пол. Gmina Opole Lubelskie) — місько-сільська гміна у східній Польщі. Належить до Опольського повіту Люблінського воєводства.
Станом на 31 грудня 2011 у гміні проживало 18020 осіб.

## Площа
Згідно з даними за 2007 рік площа гміни становила 193.81 км², у тому числі:
- орні землі: 62.00%
- ліси: 29.00%

Таким чином, площа гміни становить 24.10% площі повіту.

## Населення
Станом на 31 грудня 2011:
| Опис     | Загалом | Загалом | Чоловіки | Чоловіки | Жінки | Жінки |
| -------- | ------- | ------- | -------- | -------- | ----- | ----- |
| одиниця  | осіб    | %       | осіб     | %        | осіб  | %     |
| все      | 18020   | 100     | 8760     | 48.61    | 9260  | 51.39 |
| міське   | 8977    | 100     | 4278     | 47.66    | 4699  | 52.34 |
| сільське | 9043    | 100     | 4482     | 49.56    | 4561  | 50.44 |

## Сусідні гміни
Гміна Ополе-Любельське межує з такими гмінами: Ходель, Юзефув-над-Віслою, Карчміська, Лазіська, Понятова, Ужендув.